# Pontis
Pontis est une commune française, située dans le département des Alpes-de-Haute-Provence en région Provence-Alpes-Côte d'Azur.
Le nom de ses habitants est Pontisois ou Pontissois.

## Géographie

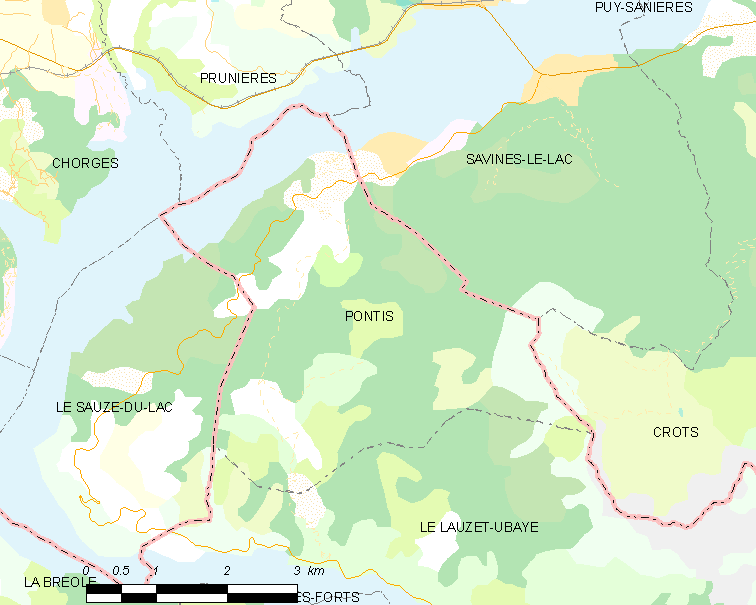
Pontis et les communes voisines (Cliquez sur la carte pour accéder à une grande carte avec la légende).

### Situation
Pontis est situé à l'extrémité ouest du massif du Parpaillon, sur les pentes du pic de Morgon, ou Grand Morgon (altitude 2 326 mètres), qui en est le point le plus haut. La commune s'étale du nord au sud, à cheval sur un épaulement. Elle touche au nord et au sud le lac de Serre-Ponçon, et sépare le Sauze-du-Lac de son ancien chef-lieu de canton Savines-le-Lac, tous deux situés dans le département des Hautes-Alpes.
Le chef-lieu est situé à 1 000 mètres d’altitude, sur un replat dominant toute la partie ouest du lac de Serre-Ponçon. Plus au sud, la route passe le col de Pontis et redescend en direction de la vallée de l'Ubaye jusqu'au hameau dit l'Adroit de Pontis (adroit pour adret, versant bien exposé). De ce côté, la commune est limitrophe de l'ancienne commune d'Ubaye, fusionnée avec le Lauzet en 1959 lors de la mise en eau du barrage.
Les communes limitrophes de Pontis sont :
- Le Lauzet-Ubaye ;
- Le Sauze-du-Lac ;
- Chorges ;
- Prunières ;
- Savines-le-Lac ;
- Crots.

Seule la commune du Lauzet-Ubaye se trouve comme Pontis dans les Alpes-de-Haute-Provence ; les quatre autres communes sont dans les Hautes-Alpes. De plus la ligne de contact de Pontis avec Chorges et Prunières est située sur le lac de Serre-Ponçon ; aucun lien terrestre direct n'existe.

### Relief

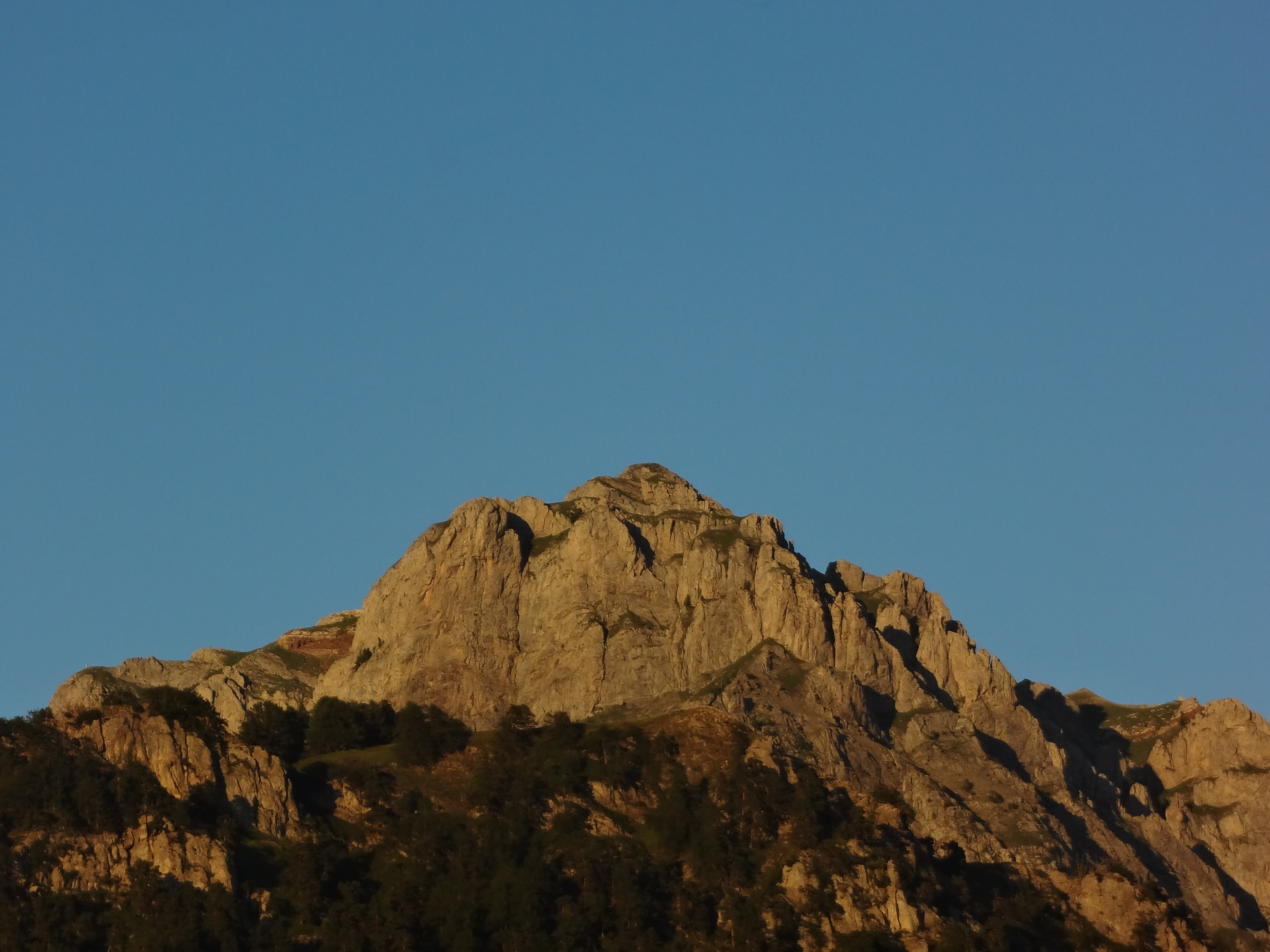
Le Morgon au coucher du soleil.

### Climat
Pour des articles plus généraux, voir Climat de Provence-Alpes-Côte d'Azur et Climat des Alpes-de-Haute-Provence.
En 2010, le climat de la commune est de type climat des marges montargnardes, selon une étude du Centre national de la recherche scientifique s'appuyant sur une série de données couvrant la période 1971-2000. En 2020, Météo-France publie une typologie des climats de la France métropolitaine dans laquelle la commune est exposée à un climat de montagne ou de marges de montagne et est dans la région climatique Alpes du sud, caractérisée par une pluviométrie annuelle de 850 à 1 000 mm, minimale en été.
Pour la période 1971-2000, la température annuelle moyenne est de 9 °C, avec une amplitude thermique annuelle de 17,5 °C. Le cumul annuel moyen de précipitations est de 1 011 mm, avec 7,7 jours de précipitations en janvier et 5,9 jours en juillet. Pour la période 1991-2020, la température moyenne annuelle observée sur la station météorologique de Météo-France la plus proche, « Montclar_sapc », sur la commune de Montclar à 12 km à vol d'oiseau, est de 9,3 °C et le cumul annuel moyen de précipitations est de 889,7 mm. 
La température maximale relevée sur cette station est de 36 °C, atteinte le 23 août 2023 ; la température minimale est de −19,2 °C, atteinte le 5 février 2012,,.
Les paramètres climatiques de la commune ont été estimés pour le milieu du siècle (2041-2070) selon différents scénarios d'émission de gaz à effet de serre à partir des nouvelles projections climatiques de référence DRIAS-2020. Ils sont consultables sur un site dédié publié par Météo-France en novembre 2022.

### Hameaux
La commune n’a pas de village-centre, et les habitants sont éclatés entre huit hameaux :
- l’Adroit de Pontis ;
- les Hugues ;
- les Chappas ;
- Fontbelle / Antelme ;
- les Notaires ;
- les Chevalliers ;
- les Sartres ;
- l’Église.

### Environnement
La commune compte 554 ha de bois et forêts, soit 39 % de sa superficie.

### Risques naturels et technologiques
Aucune des 200 communes du département n'est en zone de risque sismique nul. Le canton du Lauzet-Ubaye auquel appartient Pontis est en zone 1b (sismicité faible) selon la classification déterministe de 1991, basée sur les séismes historiques, et en zone 4 (risque moyen) selon la classification probabiliste EC8 de 2011. La commune de Pontis est également exposée à trois autres risques naturels :
- feu de forêt,
- inondation,
- mouvement de terrain.

La commune de Pontis est de plus exposée à un risque d’origine technologique, celui de transport de matières dangereuses par route. La départementale RD 954 peut être empruntée par les transports routiers de marchandises dangereuses.
Aucun plan de prévention des risques naturels prévisibles (PPR) n’existe pour la commune et le Dicrim n’existe pas non plus.
Dans la liste qui suit, figurent les tremblements de terre fortement ressentis dans la commune. Ils dépassent une intensité macro-sismique ressentie de V sur l’échelle MSK (dormeurs réveillés, chutes d’objets). Les intensités indiquées sont celles ressenties dans la commune, l’intensité peut être plus forte à l’épicentre :
- le séisme du 18 juillet 1938, d’une intensité ressentie à Pontis de V et demi et dont l’épicentre était situé à Guillestre[18],
- le séisme du 22 mars 1949, avec une intensité ressentie de V et Le Lauzet-Ubaye pour épicentre[19].

### Toponymie
Pontis, dérivé de l’occitan pountis, désigne un pont sur un ruisseau.
Pontis se dit Pountis en valéian.

## Urbanisme

### Typologie
Au 1er janvier 2024, Pontis est catégorisée commune rurale à habitat très dispersé, selon la nouvelle grille communale de densité à 7 niveaux définie par l'Insee en 2022.
Elle est située hors unité urbaine. Par ailleurs la commune fait partie de l'aire d'attraction d'Embrun, dont elle est une commune de la couronne,. Cette aire, qui regroupe 12 communes, est catégorisée dans les aires de moins de 50 000 habitants,.
La commune, bordée par un plan d’eau intérieur d’une superficie supérieure à 1 000 hectares, le lac de Serre-Ponçon, est également une commune littorale au sens de la loi du 3 janvier 1986, dite loi littoral. Des dispositions spécifiques d’urbanisme s’y appliquent dès lors afin de préserver les espaces naturels, les sites, les paysages et l’équilibre écologique du littoral, tel le principe d'inconstructibilité, en dehors des espaces urbanisés, sur la bande littorale des 100 mètres, ou plus si le plan local d’urbanisme le prévoit.

### Occupation des sols
L'occupation des sols de la commune, telle qu'elle ressort de la base de données européenne d’occupation biophysique des sols Corine Land Cover (CLC), est marquée par l'importance des forêts et milieux semi-naturels (76,7 % en 2018), une proportion identique à celle de 1990 (76,7 %). La répartition détaillée en 2018 est la suivante : 
forêts (53,7 %), milieux à végétation arbustive et/ou herbacée (16,2 %), zones agricoles hétérogènes (10,1 %), eaux continentales (9,4 %), espaces ouverts, sans ou avec peu de végétation (6,8 %), prairies (3,9 %).
L'évolution de l’occupation des sols de la commune et de ses infrastructures peut être observée sur les différentes représentations cartographiques du territoire : la carte de Cassini (XVIIIe siècle), la carte d'état-major (1820-1866) et les cartes ou photos aériennes de l'IGN pour la période actuelle (1950 à aujourd'hui).

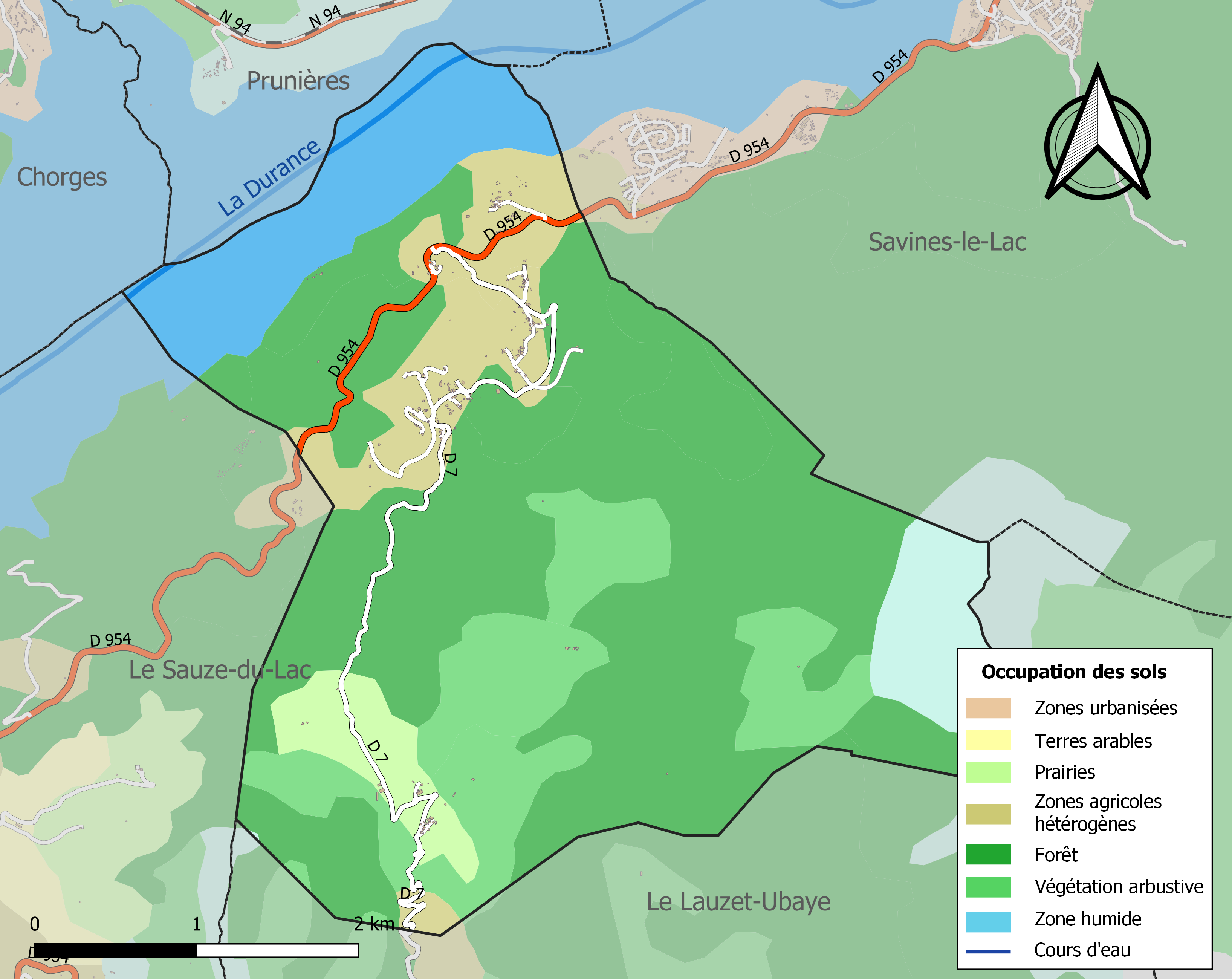
Carte de l'occupation des sols de la commune en 2018 (CLC).

## Économie

### Aperçu général
En 2009, la population active s’élevait à 34 personnes, sans aucun chômeur. Ces travailleurs sont majoritairement salariés (21 sur 34) et travaillent majoritairement hors de la commune (22 actifs sur 34).

### Agriculture
Fin 2010, le secteur primaire (agriculture, sylviculture, pêche) comptait six établissements actifs au sens de l’Insee (exploitants non professionnels inclus) et aucun emploi salarié.
Le nombre d’exploitations professionnelles, selon l’enquête Agreste du ministère de l’Agriculture, est de huit en 2010. Il était de sept en 2000, de 11 en 1988. Actuellement[Quand ?], ces exploitants sont essentiellement tournés vers l’élevage ovin. De 1988 à 2000, la surface agricole utile (SAU) a fortement augmenté, de 210 à 547 ha. La SAU a légèrement diminué lors de la dernière décennie, mais reste à un niveau élevé, à 516 ha.

### Artisanat et industrie
Fin 2010, le secteur secondaire (industrie et construction) comptait un seul établissement, employant un salarié.

### Activités de service
Fin 2010, le secteur tertiaire (commerces, services) comptait huit établissements (avec cinq emplois salariés), auxquels s’ajoutent l’unique établissement du secteur administratif (regroupé avec le secteur sanitaire et social et l’enseignement), sans aucun salarié.
D'après l’Observatoire départemental du tourisme, la fonction touristique est très importante pour la commune, avec plus de cinq touristes accueillis par habitant. Plusieurs structures d’hébergement à finalité touristique existent dans la commune :
- deux campings classés (un avec une seule étoile, l’autre avec deux étoiles) et avec une capacité de 140 emplacements[34], et une aire naturelle de camping[35] ;
- des meublés labellisés[36] ;
- un seul hébergement collectif, un gîte[37].

Les résidences secondaires apportent un complément intéressant à la capacité d’accueil : au nombre de 51, elles représentent plus de la moitié des logements. Parmi les résidences secondaires, six possèdent plus d’un logement,.

## Histoire
Pontis apparaît pour la première fois dans les chartes en 1147. La seigneurie appartient à la famille de Pontis du XIIe au XVIIe siècle, puis passe aux Revillasc jusqu’à la Révolution. Un péage était établi sur la route qui faisait communiquer la vallée de l’Ubaye avec la route d’Embrun. La communauté relevait de la baillie de Seyne.
Au début du XVIIe siècle, Pontis était disputé entre le Dauphiné et la Provence, et ses habitants étaient soumis aux impositions de l'une et l'autre provinces. Le 25 février 1629, Louis de Pontis, fils cadet de la famille seigneuriale, entré au service du roi Louis XIII, organisa un accueil solennel du roi lors de son passage au pont de Savines. Le roi, touché par cette sollicitude inattendue, délia la communauté de Pontis de ses obligations vis-à-vis du Dauphiné[réf. incomplète].
La départementalisation de 1790 entérina l'état de fait en plaçant la commune de Pontis dans les Basses-Alpes (aujourd'hui Alpes-de-Haute-Provence), et ses voisines le Sauze et Savines dans les Hautes-Alpes.
Comme de nombreuses communes du département, Pontis se dote d’écoles bien avant les lois Jules Ferry : en 1863, elle compte déjà deux écoles dispensant une instruction primaire aux garçons, situées au village et à l’Adroit de Pontis. Aucune école n’est ouverte pour les filles, la loi Falloux (1851) n’imposant l’ouverture d’une école de filles que dans les communes de plus de 800 habitants. La deuxième loi Duruy (1877) permet à la municipalité, grâce aux subventions de l’État, de rénover l’école du chef-lieu.
Dix habitants de Pontis sont tués durant la Première Guerre mondiale.
En avril 1940, le camp de Fontbelle est établi à Pontis pour les 1re et 2e compagnies spéciales de travailleurs militaires. Y étaient internées les personnes de nationalité française jugées dangereuses pour la sécurité nationale, et elles étaient soumises au travail forcé. Le camp établi sous la Troisième République est fermé par le régime de Vichy qui ne libère pas les prisonniers mais les transfère au centre de séjour surveillé de Fort Barraux.
Jusqu’au milieu du XXe siècle, la vigne était cultivée à Pontis, uniquement pour l’autoconsommation.

### Héraldique
| Blason de Pontis | Blason  | De gueules à un pont de deux arches d'argent, sur une rivière du même. |
| Blason de Pontis | Détails | Le statut officiel du blason reste à déterminer.                       |

## Politique et administration

### Liste des maires
| Période                                  | Période                       | Identité               | Étiquette | Qualité        |
| ---------------------------------------- | ----------------------------- | ---------------------- | --------- | -------------- |
| mai 1945                                 |                               | Henri Dou              |           |                |
|                                          |                               |                        |           |                |
| 1983                                     | mars 2008                     | Charles Louison,       | PS        |                |
| mars 2008                                |                               | Andrée Favre-Fernandez |           | démissionnaire |
|                                          | septembre 2010                | Christine Kuentz       |           |                |
| octobre 2010                             | avril 2014                    | Sylvie Jaubert         |           |                |
| avril 2014                               | En cours (au 21 octobre 2014) | Georges Gambaudo,      |           |                |
| Les données manquantes sont à compléter. |                               |                        |           |                |

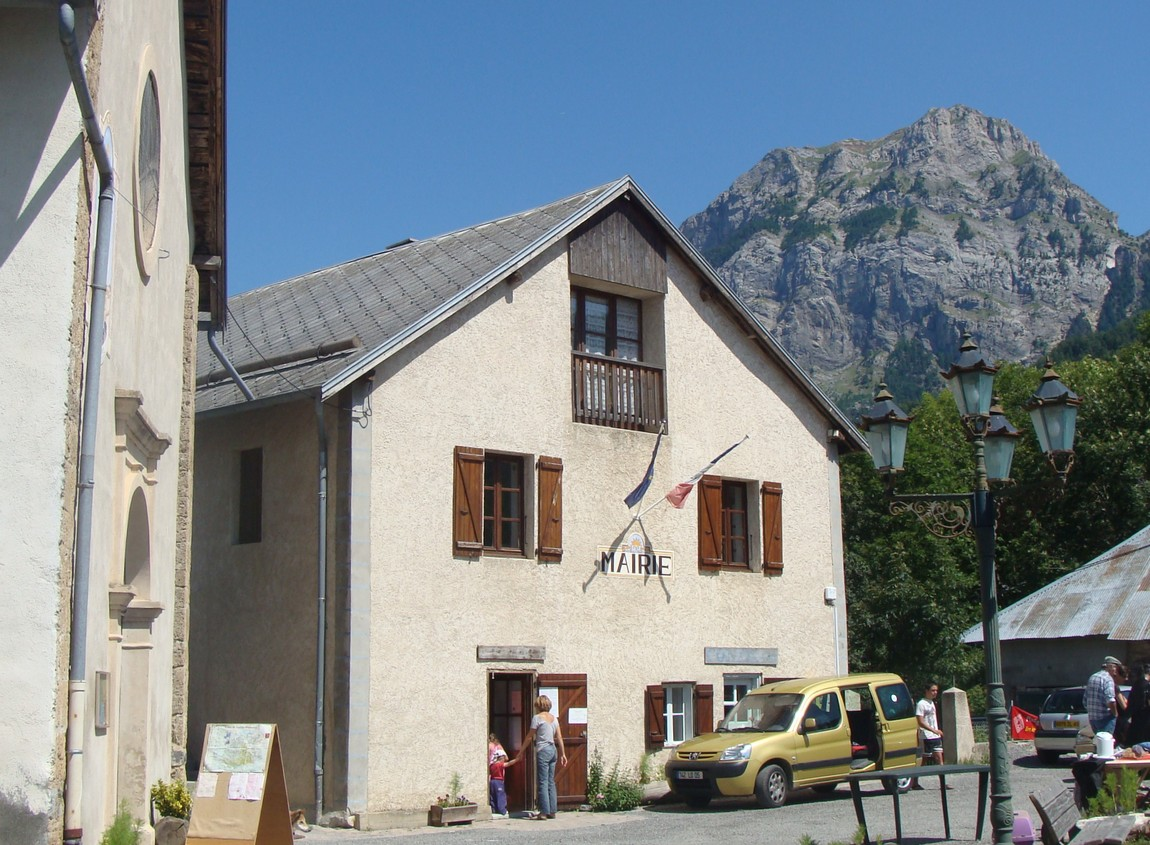
La mairie ; à gauche l'église, au fond à droite le Grand Morgon.

À la suite d’un épisode clochemerlesque, la maire élue en 2008 s’est retrouvée en minorité au bout d’un an de mandat. Malgré l’intervention d’un comité des sages, la situation est restée bloquée jusqu’à la dissolution du conseil municipal en conseil des ministres, le 15 septembre 2010, et l’élection d’un nouveau conseil.

### Intercommunalité
Pontis fait partie: 
- de 1993 à 2016 de la communauté de communes Vallée de l'Ubaye ;
- à partir du 1er janvier 2017, de la communauté de communes de Serre-Ponçon[57].

## Démographie
L'évolution du nombre d'habitants est connue à travers les recensements de la population effectués dans la commune depuis 1765. Pour les communes de moins de 10 000 habitants, une enquête de recensement portant sur toute la population est réalisée tous les cinq ans, les populations de référence des années intermédiaires étant quant à elles estimées par interpolation ou extrapolation. Pour la commune, le premier recensement exhaustif entrant dans le cadre du nouveau dispositif a été réalisé en 2005.
En 2022, la commune comptait 95 habitants, en évolution de +13,1 % par rapport à 2016 (Alpes-de-Haute-Provence : +2,84 %, France hors Mayotte : +2,11 %).
| 1765 | 1793 | 1800 | 1806 | 1821 | 1831 | 1836 | 1841 | 1846 |
| ---- | ---- | ---- | ---- | ---- | ---- | ---- | ---- | ---- |
| 257  | 352  | 313  | 277  | 341  | 356  | 349  | 336  | 339  |

| 1851 | 1856 | 1861 | 1866 | 1872 | 1876 | 1881 | 1886 | 1891 |
| ---- | ---- | ---- | ---- | ---- | ---- | ---- | ---- | ---- |
| 346  | 332  | 336  | 311  | 304  | 304  | 358  | 287  | 300  |

| 1896 | 1901 | 1906 | 1911 | 1921 | 1926 | 1931 | 1936 | 1946 |
| ---- | ---- | ---- | ---- | ---- | ---- | ---- | ---- | ---- |
| 714  | 667  | 241  | 586  | 455  | 400  | 188  | 186  | 125  |

| 1954 | 1962 | 1968 | 1975 | 1982 | 1990 | 1999 | 2005 | 2006 |
| ---- | ---- | ---- | ---- | ---- | ---- | ---- | ---- | ---- |
| 103  | 87   | 64   | 62   | 63   | 44   | 45   | 65   | 65   |

| 2010 | 2015 | 2020 | 2022 | - | - | - | - | - |
| ---- | ---- | ---- | ---- | - | - | - | - | - |
| 81   | 85   | 96   | 95   | - | - | - | - | - |

| 1315    | 1471    |
| ------- | ------- |
| 45 feux | 16 feux |

L'histoire démographique de Pontis, après la saignée des XIVe et XVe siècles et le long mouvement de croissance jusqu'au début du XIXe siècle, est marquée par une période d'« étale » où la population reste relativement stable à un niveau élevé. Cette période dure de 1811 à 1881. L'exode rural provoque ensuite un mouvement de recul démographique de longue durée. Dans les années 1930, la commune a perdu environ la moitié de sa population par rapport au maximum historique de 1881. Le mouvement de baisse ne s'interrompt que dans les années 1990.

## Lieux et monuments
L’église paroissiale, placée sous la titulature de saint Jérôme et le patronage de saint Pierre, date du XIXe siècle. Elle possède un plat de quête en cuivre, du XVIe siècle, classé monument historique au titre d'objet. Elle est ornée de deux tableaux, l'un représentant saint Jérôme daté de 1665, l'autre la Vierge à l'Enfant daté du XVIIIe siècle. Elles ont été restaurées en 2013 et sont visibles dans le chœur. Elle prend la lumière par une belle rosace-vitrail en façade. Elle porte en outre en façade un cadran solaire (récent), dont la devise est « Les sourires donnés nous reviennent toujours ».

Église Saint-Jérôme de Pontis
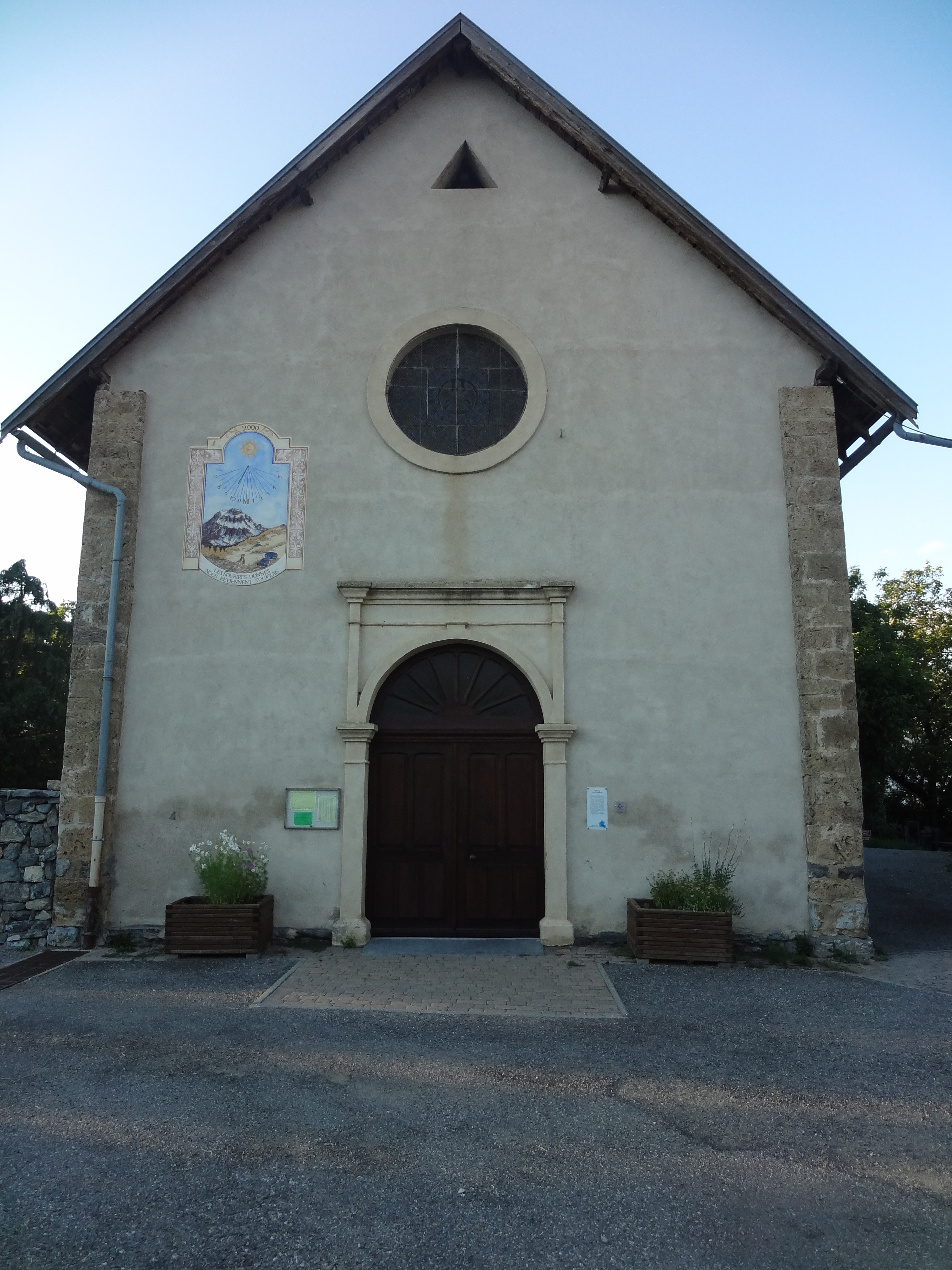
Façade de l’église avec un cadran solaire récent.
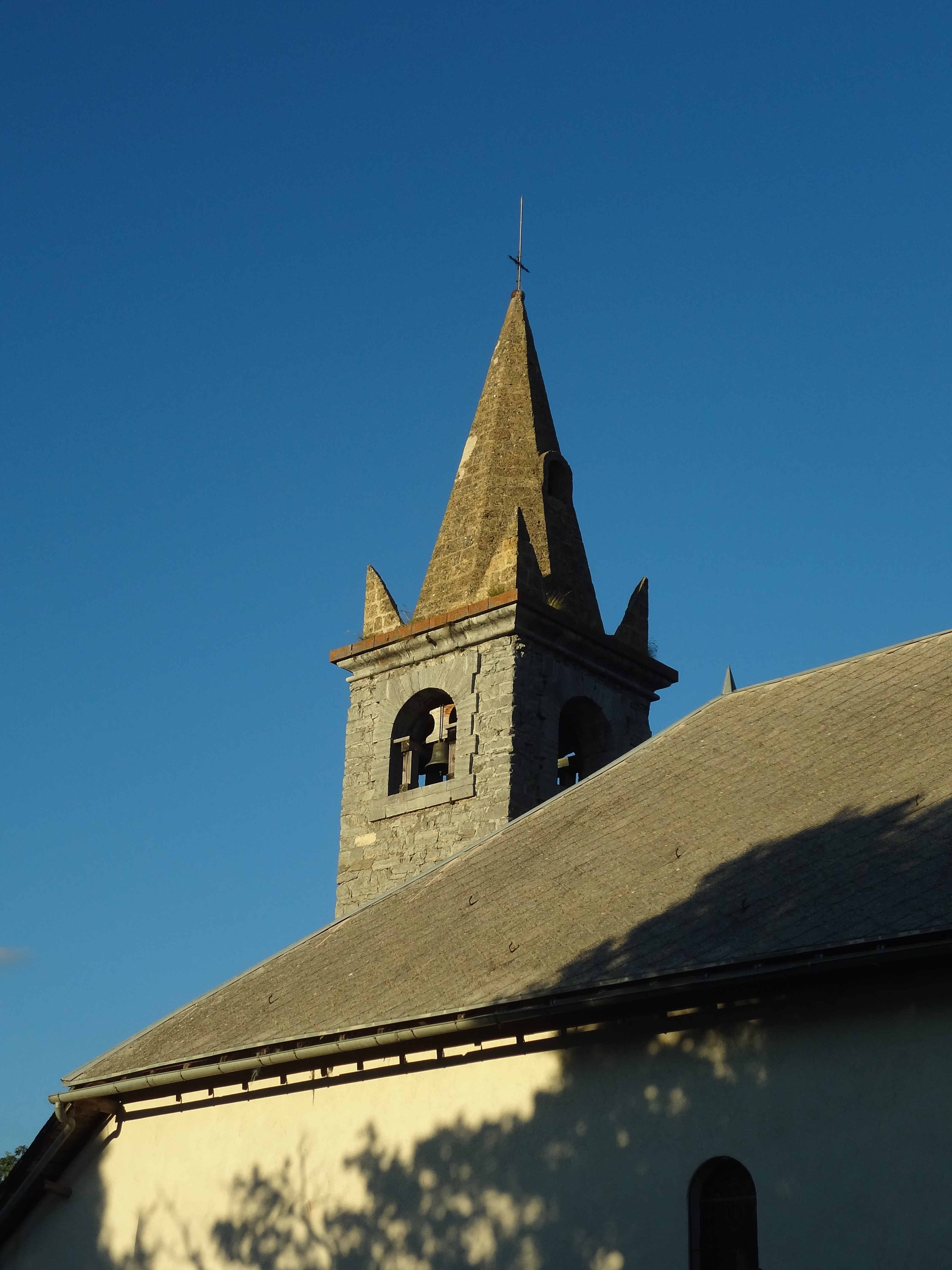
Clocher cantonné de quatre pyramidions.
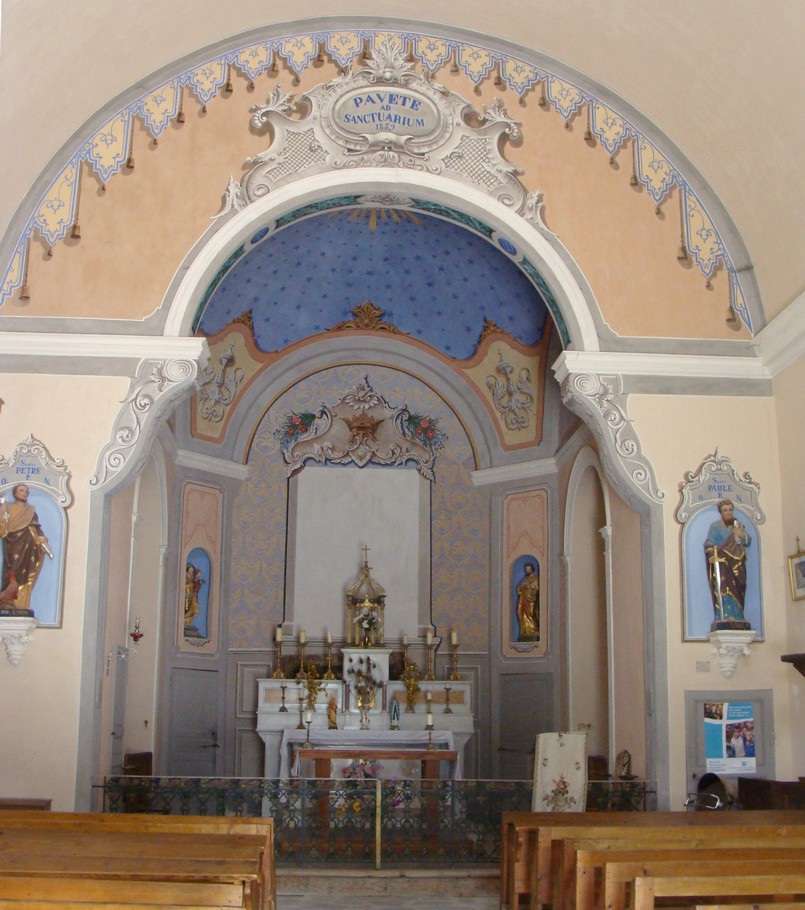
Chœur.

Le terrain difficile a à une époque motivé la création d’une seconde paroisse, à l’Adroit de Pontis. Elle est sous le vocable de Saint-Claude.
La commune compte encore deux chapelles :
- Saint-Pierre aux Hugues[42] ;
- et la chapelle du hameau des Chappas.

L'ancien château-fort, partiellement restauré, est devenu un centre d'hébergement touristique.
Les « demoiselles coiffées », situées à cheval sur les communes de Pontis et du Sauze, ne sont pas accessibles depuis Pontis, et sont à peine visibles depuis la route du col de Pontis.
Un musée intercommunal de l’école d’autrefois est installé dans l’ancienne école de Pontis.

Autres monuments de Pontis.
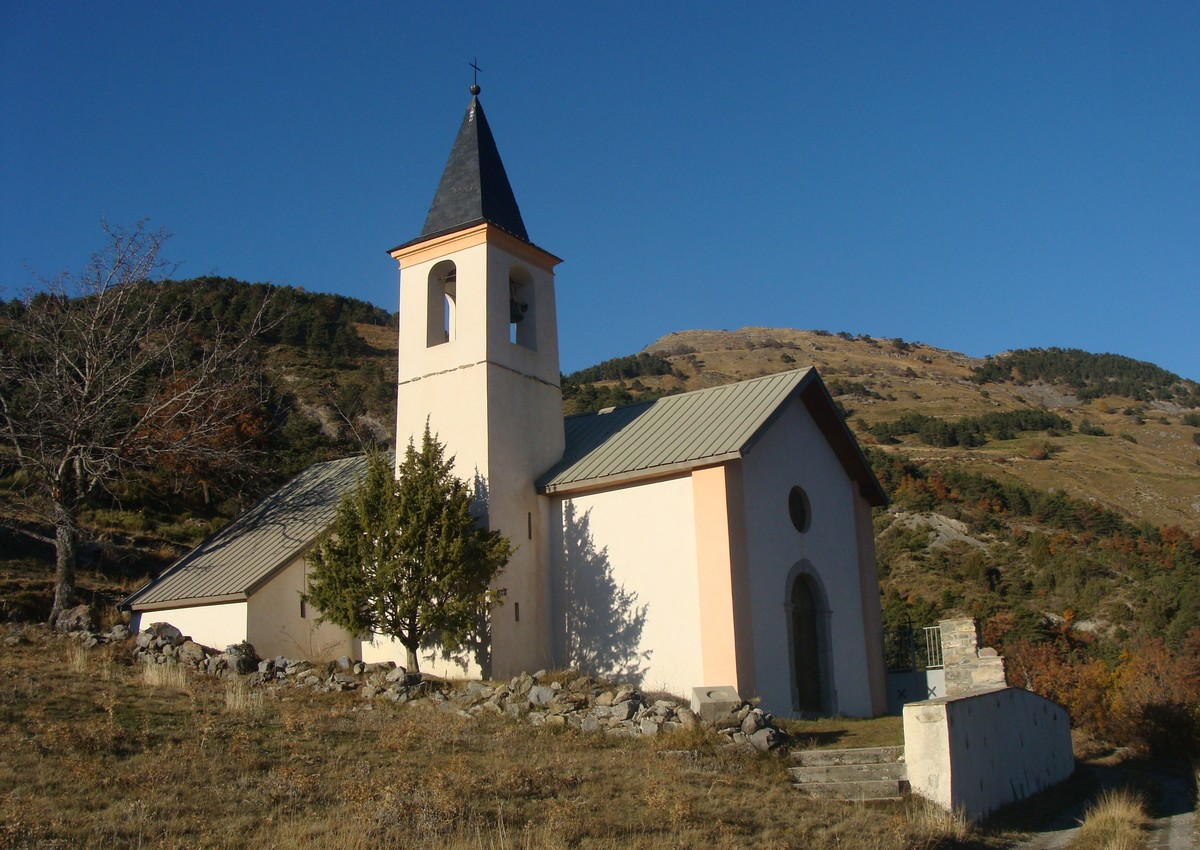
L'église Saint-Claude de l'Adroit.
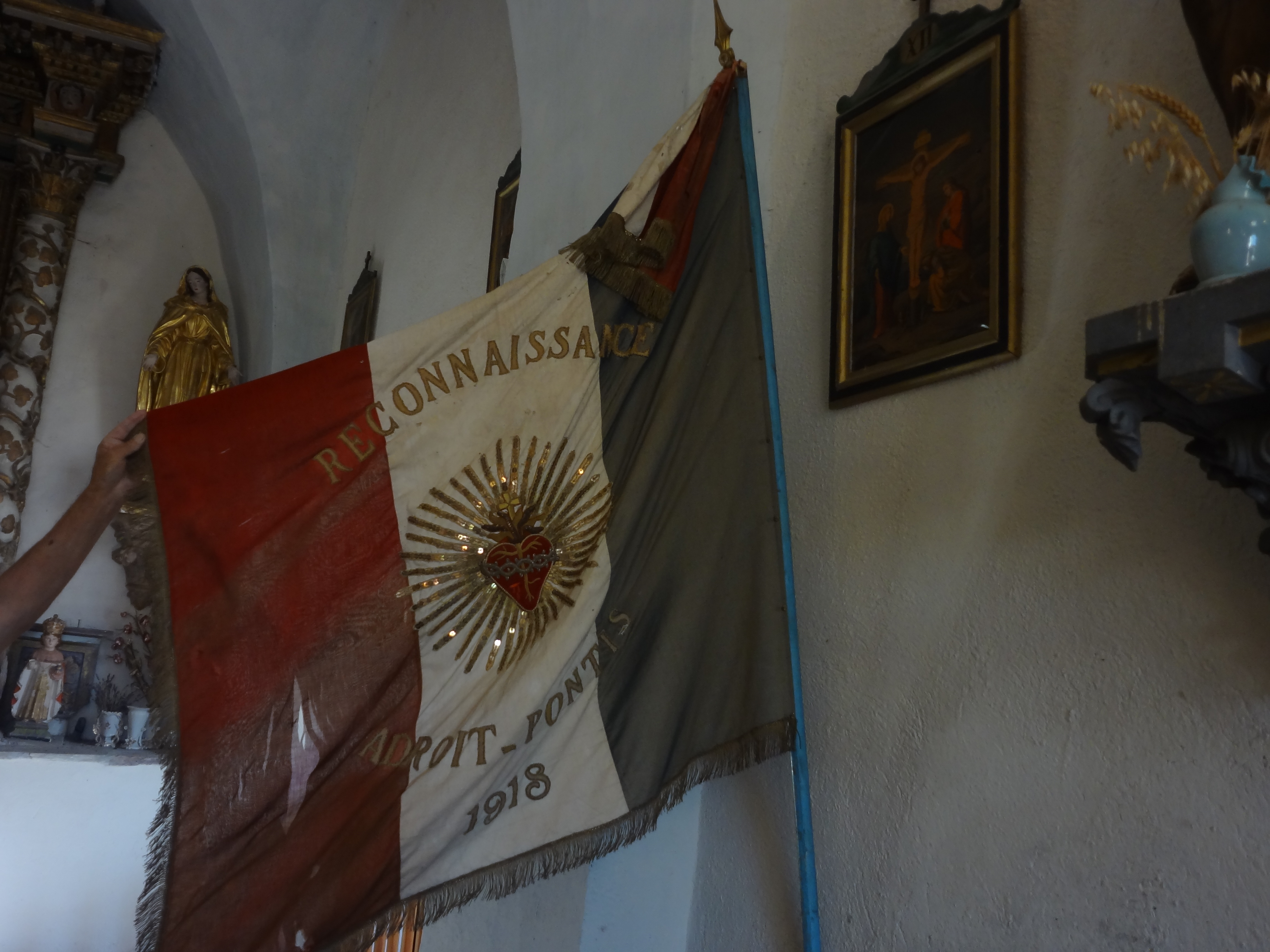
Drapeau des anciens combattants du village de l’Adroit, conservé dans l’église.
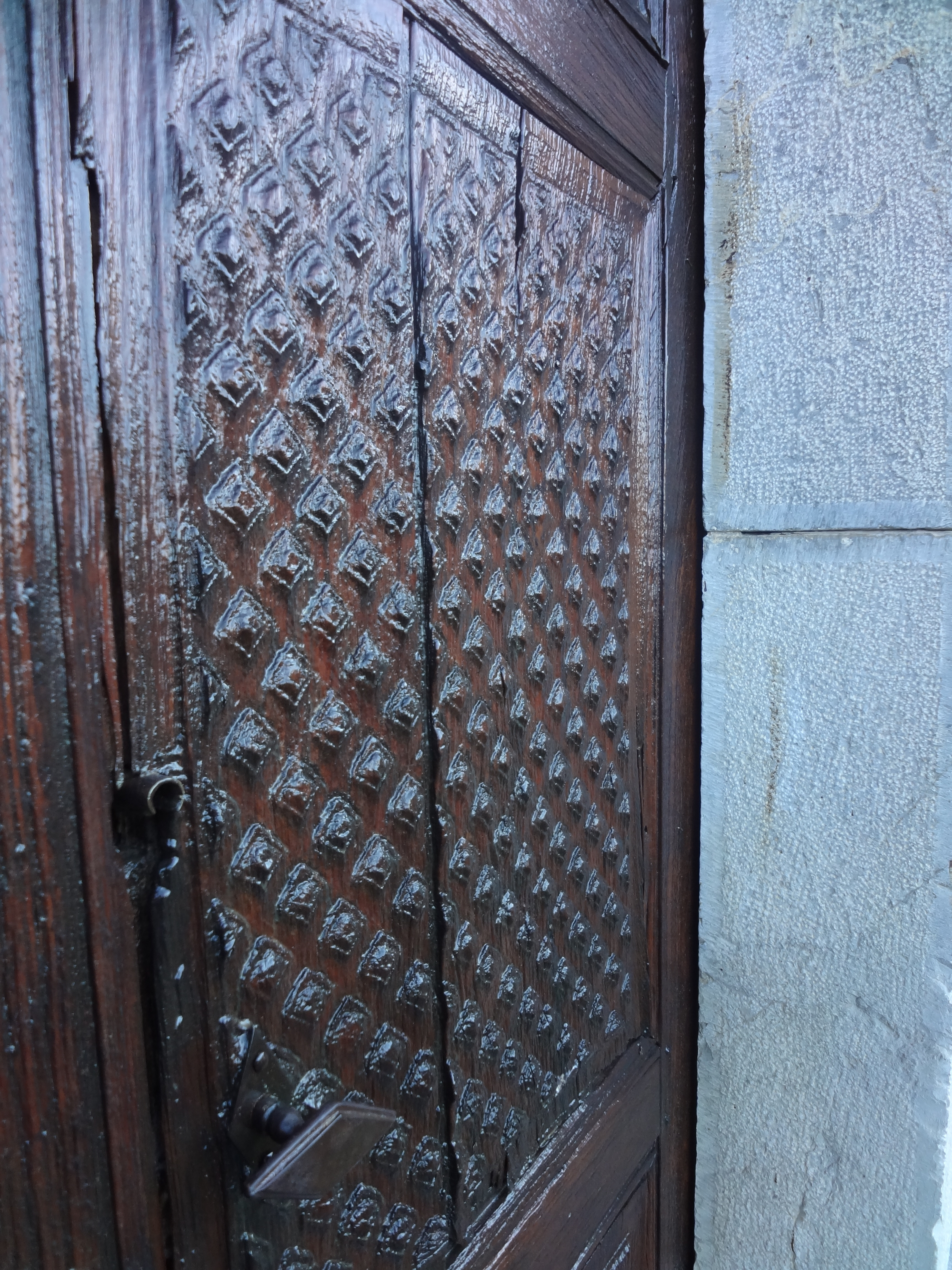
Le portail en bois est sculpté de façon à imiter des têtes de clous.
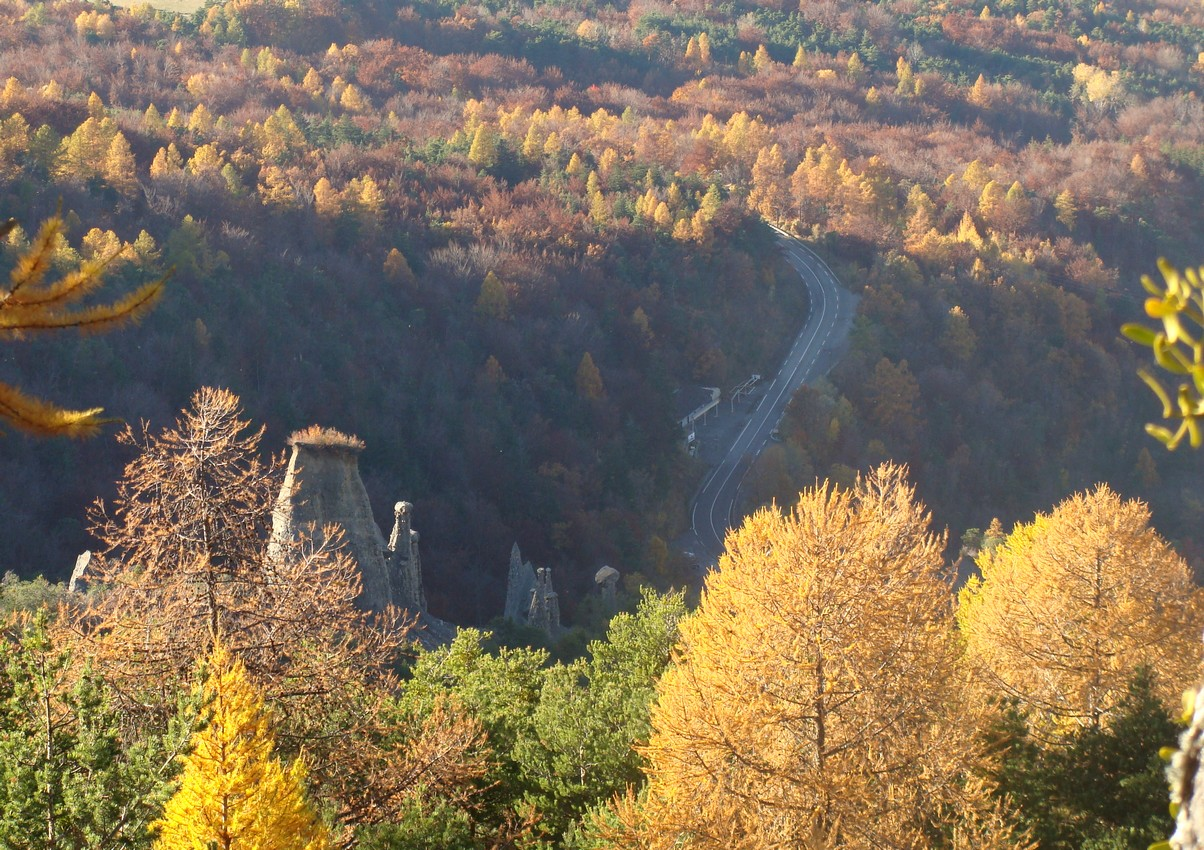
Les demoiselles coiffées vues de la route du col
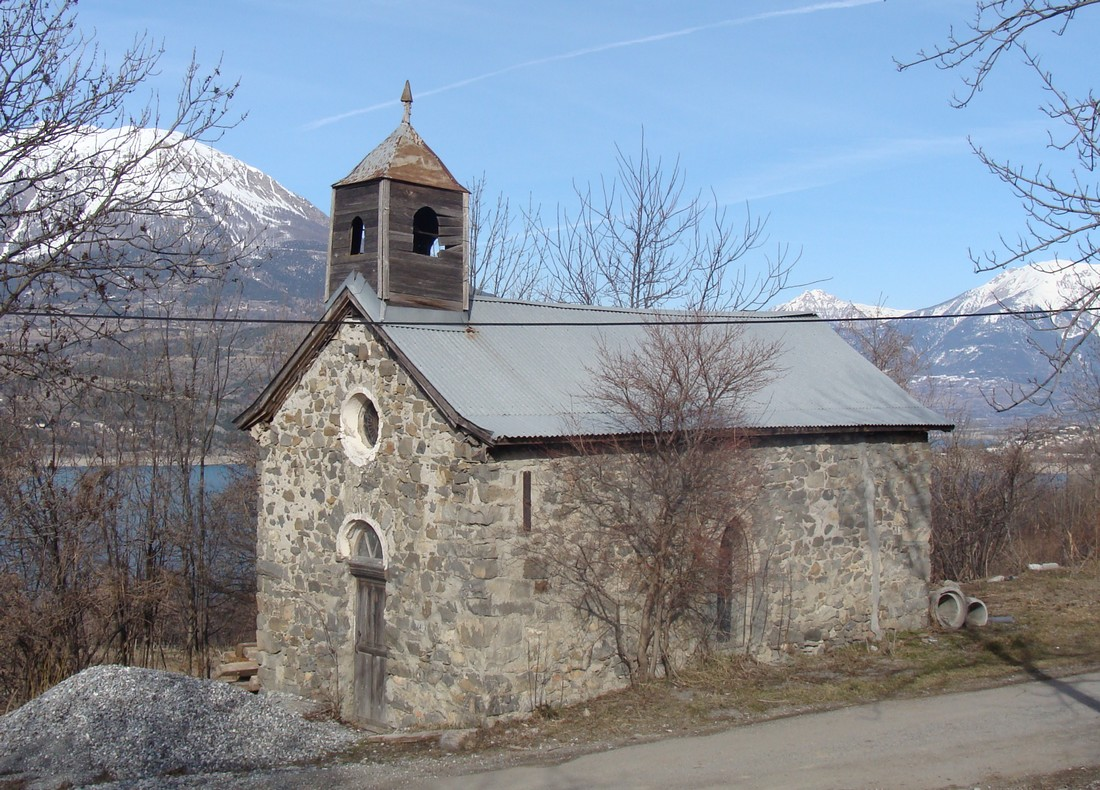
La chapelle des Chappas.

## Personnalités liées à la commune
- Louis de Pontis (1583-1670), chef militaire français au service de Louis XIII.